# Microtus yuldaschi
Microtus yuldaschi és una espècie de mamífer rosegador de la família dels cricètids. Viu a l'Afganistan, la Xina, el Kirguizstan, el Pakistan, el Tadjikistan i l'Uzbekistan. Es tracta d'un animal diürn, terrestre i de dieta herbívora. Els seus hàbitats naturals són els boscos temperats i les estepes de muntanya a 3.000-3.500 msnm. Es desconeix si hi ha cap amenaça significativa per a la supervivència d'aquesta espècie.